# Осинцев, Григорий Степанович
Григорий Степанович Осинцев — советский хозяйственный, государственный и политический деятель, Герой Социалистического Труда.

## Биография
Родился в 1910 году в селе Грязновское. Член КПСС с 1939 года.
С 1930 года — на хозяйственной, общественной и политической работе. В 1930—1974 гг. — начальник смены, помощник начальника прокатного цеха металлургического завода Миньярского металлургического завода, сменный мастер на металлургическом заводе в городе Нижние Серги, главный инженер, директор на металлургическом заводе в поселке Михайловский, директор завода № 518 в городе Ревда, директор Кольчугинского завода по обработке цветных металлов имени С. Орджоникидзе.
Указом Президиума Верховного Совета СССР от 30 марта 1971 года присвоено звание Героя Социалистического Труда с вручением ордена Ленина и золотой медали «Серп и Молот».
Избирался депутатом Верховного Совета СССР 7-го созыва.
Умер в Кольчугине в 1976 году.